# Новосибирский государственный медицинский университет
Новосиби́рский госуда́рственный медици́нский университе́т — высшее учебное заведение, занимающееся подготовкой специалистов с высшим медицинским образованием.

## История
17 августа 1935 года вышло Постановление Совнаркома СССР № 1818 об открытии в Сталинграде, Ленинграде и Новосибирске медицинских институтов. Новосибирский медицинский институт создавался на базе Омского и Томского медицинских институтов и Новосибирского института усовершенствования врачей (также переехавшим из Томска в 1932 году).
На момент открытия институт имел лишь лечебный факультет. Директором был назначен Исаак Лившиц, его заместителем и основным организатором учебного процесса являлся Б. Я. Жодзишский.
Преподавательский состав нового вуза включал в то время таких талантливых врачей и педагогов, как В. М. Мыш, А. Л. Мясников, А. В. Триумфов, А. А. Боголепов, И. С. Пентман, П. В. Бутягин, Н. П. Шавров, Н. Г. Гинзберг, А. А. Колен, Н. И. Горизонтов, В. А. Пулькис, Я. И. Бейгель.
Позже прибыли опытные специалисты Д. Т. Куимов, Г. Д. Залесский, К. В. Ромодановский, А. А. Дёмин, М. Я. Субботин, ставшие заведующими кафедр. Благодаря их трудам молодой институт приобретает авторитет в научных кругах, становится популярным среди молодежи как место обучения.
До 1999 года носил название Новосибирский ордена Трудового Красного Знамени медицинский институт (НоТКЗми), с 1999 по 2005 годы — Новосибирская государственная медицинская академия.
С 1996 по 2007 года вуз возглавлял д. м. н., профессор А. В. Ефремов.
21 февраля 2008 года ректором НГМУ избран д. м. н., профессор Игорь Олегович Маринкин.
В настоящее время подготовка специалистов с высшим медицинским образованием ведется по пяти образовательным направлениям:
- медицинские науки и здравоохранение (специальности «Лечебное дело», «Педиатрия», «Стоматология», «Медико-профилактическое дело», «Фармация», «Сестринское дело»;
- экономика и управление («Экономика и управление учреждениями здравоохранения»);
- гуманитарные науки («Клиническая психология»);
- междисциплинарные специальности («Социальная работа»);
- естественно-научные специальности («Биоэкология»)[8].

## Структура
В настоящее время университет включает 8 факультетов, 76 кафедр, свыше 20 курсов, 10 научно-учебно-производственных объединений, 3 академические лаборатории и ЦНИЛ, более 1750 сотрудников, из них около 860 — профессорско-преподавательский состав (213 докторов и 390 кандидатов наук), 10 академиков и член-корреспондентов РАМН, 59 членов общественных и международных академий, 9 «Заслуженных деятелей науки», 4 «Заслуженных работника высшей школы», 2 «Заслуженных работника физической культуры», 23 «Заслуженных врача РФ». В НГМУ обучается около пяти тысяч студентов.
При НГМУ работают медицинский консультативный центр, институт косметологии, институт внутренней медицины, совет независимых медицинских экспертов, сертификационный центр, центральная аттестационная комиссия в СФО, Центр международного образования и языковой коммуникации, окружной центр охраны материнства и детства, спортивно-оздоровительный лагерь, издательство «Сибмедиздат», видеостудия «Авиценна» и др., выпускается газета и «Журнал клинической и экспериментальной медицины».

## Факультеты
- Лечебный факультет[10]
- Педиатрический факультет[10]
- Стоматологический факультет[10]
- Факультет повышения квалификации и профессиональной переподготовки врачей[10]
- Факультет социальной работы и клинической психологии[10]
- Фармацевтический факультет[10]